# Bárbara Santibáñez
Bárbara Constanza Santibáñez Flores (Santiago, Chile; 23 de agosto de 1993) es una futbolista chilena. Juega de delantera y su equipo actual es el Club Polideportivo Cacereño de la Primera Federación Femenina de España.

## Trayectoria

### Chile
En su país defendió a las escuadras de Colo-Colo, Everton, Santiago Morning, Palestino y la Universidad de Chile.

### Sporting Huelva
A comienzos de la temporada 2017-18, la delantera fichó en el Sporting Huelva de la Primera División de España. En el equipo español fue compañera de las chilenas Francisca Lara y Sofía Hartard. Lamentablemente en sus primeras semanas en el extranjero, sufrió una rotura del ligamento cruzado anterior, y debió ser intervenida. Estuvo fuera de las canchas durante seis meses.
Dejó el club de Huelva en enero de 2019.

### Zaragoza CFF
En enero de 2019, la chilena fichó en el Zaragoza CFF de la Segunda DIvisión Femenina de España. En el equipo español es compañera de sus compatriotas Rocío Soto y Su Helen Galaz.
En su primera temporada en el club, consiguió el ascenso a la Primera B de España, año en que anotó 5 goles para su equipo.

### Cacereño
En junio de 2020 fichó por el CFF Cáceres de España, actualmente conocido como el Club Polideportivo Cacereño.
El 28 de junio de 2022, renovó su contrato con el club.

## Selección nacional
Santibáñez representó a Chile en la Copa Mundial Femenina de Fútbol Sub-17 de 2010 en Trinidad y Tobago.
Debutó con la selección de Chile el 10 de junio de 2018 ante Costa Rica.
En 2019, a pesar de que jugó encuentros amistosos previos a la Copa Mundial Femenina de Fútbol de 2019, la delantera el 7 de mayo anunció que recibió el comunicado por parte del cuerpo técnico de la selección, que no será parte del plantel que disputará el torneo.

## Clubes
ref.
| Club                 | País   | Año       |
| -------------------- | ------ | --------- |
| Colo-Colo            | Chile  | 2008-2012 |
| Everton              | Chile  | 2012      |
| Santiago Morning     | Chile  | 2013-2015 |
| Palestino            | Chile  | 2015-2016 |
| Universidad de Chile | Chile  | 2017      |
| Sporting Huelva      | España | 2017-2018 |
| Zaragoza CFF         | España | 2019-2020 |
| CP Cacereño          | España | 2020-Act. |

## Palmarés

### Títulos nacionales
| Título                                       | Club      | País  | Año           |
| -------------------------------------------- | --------- | ----- | ------------- |
| Primera División de fútbol femenino de Chile | Colo-Colo | Chile | 2010          |
| Primera División de fútbol femenino de Chile | Colo-Colo | Chile | Apertura 2011 |
| Primera División de fútbol femenino de Chile | Colo-Colo | Chile | Clausura 2011 |
| Primera División de fútbol femenino de Chile | Colo-Colo | Chile | Apertura 2012 |
| Primera División de fútbol femenino de Chile | Palestino | Chile | Clausura 2015 |